# Puchar Świata w Rugby 2011 (składy)

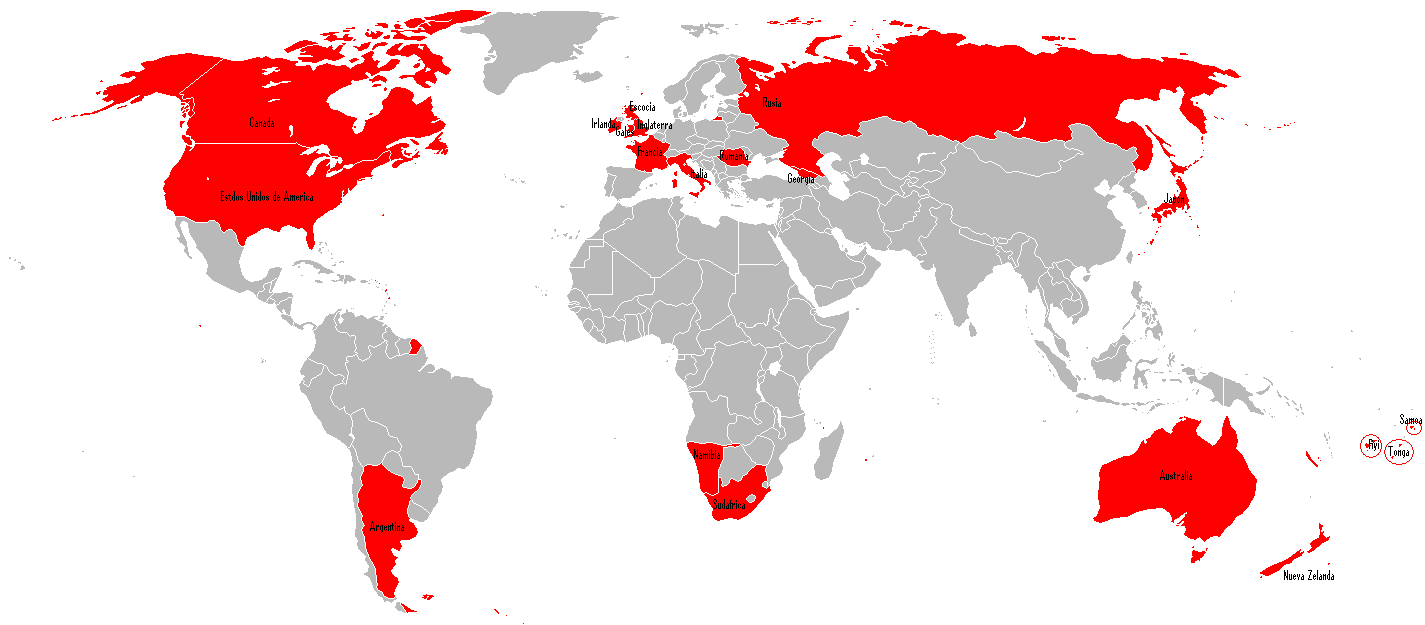
Uczestnicy Pucharu Świata 2011

Artykuł grupuje składy reprezentacji na Puchar Świata w Rugby 2011, który odbył się w Nowej Zelandii w dniach 9 września–23 października 2011 roku.
Każda reprezentacja uczestnicząca w turnieju mogła wystawić drużynę składającą się z trzydziestu zawodników. Termin przesyłania składów do IRB upłynął 22 sierpnia 2011. Po tym terminie zgłoszony gracz mógł być zastąpiony za zgodą IRB jedynie w przypadku kontuzji. Raz zastąpiony zawodnik nie mógł ponownie zagrać w turnieju, a zastępujący go gracz uprawniony był do wzięcia udziału w meczu po upływie 48 godzin.

## Grupa A

### Francja
Trener Marc Lièvremont ogłosił trzydziestoosobowy skład 21 sierpnia 2011. Z powodu kontuzji David Skrela został zastąpiony przez Jean-Marca Doussain.

### Japonia
Trener John Kirwan ogłosił trzydziestoosobowy skład 22 sierpnia 2011. Z powodu kontuzji Japończycy musieli dokonać czterech zmian w składzie: Justin Ives został zastąpiony przez Yuji Kitagawę, Ryukoliniasi Holani przez Toetuu Taufę, a Tomoki Yoshida i Yuta Imamura przez Ippei Asadę i Bryce’a Robinsa.

### Kanada
Trener Kieran Crowley ogłosił trzydziestoosobowy skład 8 lipca 2011.

### Nowa Zelandia
Trener Graham Henry ogłosił trzydziestoosobowy skład 23 sierpnia 2011. Z powodu kontuzji Daniel Carter ustąpił miejsce Aaronowi Crudenowi, następnie Colin Slade i Mils Muliaina zostali zastąpieni przez Stephena Donalda i Hoseę Geara.

### Tonga
Trener Isitolo Maka ogłosił trzydziestoosobowy skład 23 sierpnia 2011.

## Grupa B

### Anglia
Trener Martin Johnson ogłosił trzydziestoosobowy skład 22 sierpnia 2011. Z powodu kontuzji Andrew Sheridan został zastąpiony przez Thomasa Waldroma.

### Argentyna
Trener Santiago Phelan ogłosił trzydziestoosobowy skład 10 sierpnia 2011. Z powodu kontuzji Gonzalo Tiesi został zastąpiony przez Lucasa Borgesa.

### Gruzja
Trener Richie Dixon ogłosił trzydziestoosobowy skład 22 sierpnia 2011.

### Rumunia
Trener Romeo Gontineac ogłosił trzydziestoosobowy skład 23 sierpnia 2011. Jeszcze przed rozpoczęciem turnieju podany w pierwotnym składzie Cătălin Fercu zrezygnował z występów w Nowej Zelandii z powodu awiofobii i został zastąpiony przez Adriana Apostola.

### Szkocja
Trener Andy Robinson ogłosił trzydziestoosobowy skład 22 sierpnia 2011.

## Grupa C

### Australia
Trener Robbie Deans ogłosił trzydziestoosobowy skład 18 sierpnia 2011. Z powodu kontuzji Wycliff Palu i Drew Mitchell zostali zastąpieni przez Matta Hodgsona i Lachie Turnera.

### Irlandia
Trener Declan Kidney ogłosił trzydziestoosobowy skład 22 sierpnia 2011. Z powodu kontuzji Jerry Flannery został zastąpiony przez Damiena Varleya, a David Wallace przez Shane’a Jenningsa.

### Rosja
Trener Nikołaj Nierusz ogłosił trzydziestoosobowy skład 23 sierpnia 2011. Jeszcze przed rozpoczęciem turnieju podany w pierwotnym składzie Igor Galinowski został z powodu kontuzji zastąpiony przez Siergeja Triszina.

### USA
Trener Eddie O’Sullivan ogłosił trzydziestoosobowy skład 22 sierpnia 2011.

### Włochy
Trener Nick Mallett ogłosił trzydziestoosobowy skład 22 sierpnia 2011. Z powodu kontuzji Tommaso D’Apice został zastąpiony przez Franco Sbaragliniego.

## Grupa D

### Fidżi
Trener Samu Domoni ogłosił trzydziestoosobowy skład 20 sierpnia 2011.

### Namibia
Trener Johan Diergaardt ogłosił trzydziestoosobowy skład 18 sierpnia 2011.

### RPA
Trener Peter de Villiers ogłosił trzydziestoosobowy skład 24 sierpnia 2011. Z powodu kontuzji Francois Steyn został zastąpiony przez Zane’a Kirchnera.

### Samoa
Trener Titimaea Tafua ogłosił trzydziestoosobowy skład 24 sierpnia 2011.

### Walia
Trener Warren Gatland ogłosił trzydziestoosobowy skład 22 sierpnia 2011.